# 宝泉寺 (藤沢市遠藤)
宝泉寺（ほうせんじ）は、神奈川県藤沢市遠藤にある曹洞宗の寺院（禅寺）。山号は「玉雄山」。修行僧に食事、坐禅などの時刻を伝える雲板は市の指定重要文化財となっている。また、境内の森は「ふるさとの森」として藤沢市指定をうけている。

## 歴史
『寶泉寺縁起』によれば宝泉寺は、福井県の永平寺と横浜市の總持寺を両大本山に仰ぐ曹洞宗の禅寺。永正16年（1519年）、相模国高座郡小出村字遠藤（遠藤村、現・藤沢市遠藤）に、開山を如幻宗悟、開基を後北条氏の家臣である仙波土佐守として開創された。開創当時の宝泉寺は境内も広大で、17棟の建物からなる大寺院だったが、1923年（大正12年）の関東大震災ですべての建物が倒壊してしまった。しかし、第二十八世住職龍紋大和尚は檀信徒の御力添えを得て、1926年（昭和元年）、本堂を向山に再建した。
- 宝泉寺大仏
- 山門

## 交通アクセス
- 神奈中バスで辻堂駅北口から慶応大学行「宝泉寺前」下車

## 寺院周辺
- 慶應義塾大学湘南藤沢キャンパス